# 国鉄タキ3900形貨車
国鉄タキ3900形貨車（こくてつタキ3900がたかしゃ）は、かつて日本国有鉄道（国鉄）及び1987年（昭和62年）4月の国鉄分割民営化後は、日本貨物鉄道（JR貨物）に在籍した私有貨車（タンク車）である。

## 概要
本形式は、石炭酸専用の30t積タンク車として1954年（昭和29年）4月14日から1969年（昭和44年）8月23日にかけて66両（コタキ3900 - コタキ3965）が三菱重工業、富士重工業、日本車輌製造、若松車輌の4社で製作された。
記号番号表記は特殊標記符号「コ」（全長 12 m 以下）を前置し「コタキ」と標記する。
1966年（昭和41年）6月6日に2両（コタキ3924 - コタキ3925）の専用種別がPPG（ポリプロピレングリコール）に変更され本形式を離脱しタキ8550形（タキ8557 - タキ8558）に編入された。この内タキ8557は1969年（昭和44年）4月15日に専用種別が石炭酸に戻され本形式に復帰したが元の原番号とはならず、最新続番であるコタキ3962とされた。
石炭酸を専用種別とする形式には、他にはタサ3400形（10両）、タキ20500形（21両）の2形式があり、本形式は最大両数形式であった。
落成時の所有者は、東洋レーヨン、宇部興産、三井物産、日本石油輸送、三井化学工業、本州化学工業の6社である。
1961年（昭和36年）12月1日に東洋レーヨン所有車24両が三井物産へ、1961年（昭和36年）12月21日に三井物産所有車3両（コタキ3929 - コタキ3931）が本州化学工業へ、1968年（昭和43年）10月21日に三井化学所有車9両が三井東圧化学へ、1974年（昭和49年）6月18日に三井物産所有車29両が石油荷役（1991年（平成3年）にニヤクコーポレーションへ社名変更）へ、1976年（昭和51年）7月13日に本州化学工業所有車2両（コタキ3938 - コタキ3939）がケミカルサービスへ、1976年（昭和51年）7月20日に石油荷役所有車1両（コタキ3965）が内外輸送へ、1978年（昭和53年）4月10日にケミカルサービス所有車2両が日本触媒化学工業（現在の日本触媒）へ、1979年（昭和54年）12月21日に石油荷役所有車1両（コタキ3947）が日本石油輸送へそれぞれ名義変更した。
1979年（昭和54年）10月より化成品分類番号「毒61」（毒性の物質、毒性物質、危険性度合2（中））が標記された。
ドーム付き直円筒型のタンク体は、ステンレスクラッド又は普通鋼（一般構造用圧延鋼材、SS41現在のSS400）製で断熱材を巻きキセ（外板）、内部には加熱管を装備した。荷役方式は、積込はタンク体左右にある液入管からの上入れ、荷卸しは吐出管による下出しである。
塗色は黒色、全長は12,000mm、全幅は2,600mm、全高は3,874mm、台車中心間距離は8,350mm、実容積は29.0m3、自重は22.7t - 24.5t、換算両数は積車5.5、空車2.4、台車はベッテンドルフ式のTR41Cであったがその後改造されTR41DS-13となった。
1987年（昭和62年）4月の国鉄分割民営化時には17両の車籍がJR貨物に継承されたが、2002年（平成14年）6月に最後まで在籍した1両（コタキ3932）が廃車となり、同時に形式消滅となった。

### 年度別製造数
各年度による製造会社と両数、所有者は次のとおりである。（所有者は落成時の社名）
- 昭和29年度 - 9両
  - 三菱重工業 2両 東洋レーヨン（コタキ3900 - コタキ3901）
  - 三菱重工業 1両 東洋レーヨン（コタキ3902）
  - 三菱重工業 2両 東洋レーヨン（コタキ3903 - コタキ3904）
  - 三菱重工業 2両 東洋レーヨン（コタキ3905 - コタキ3906）
  - 三菱重工業 2両 東洋レーヨン（コタキ3907 - コタキ3908）
- 昭和30年度 - 11両
  - 三菱重工業 2両 東洋レーヨン（コタキ3909 - コタキ3910）
  - 三菱重工業 1両 東洋レーヨン（コタキ3911）
  - 三菱重工業 2両 宇部興産（コタキ3912 - コタキ3913）
  - 三菱重工業 2両 宇部興産（コタキ3914 - コタキ3915）
  - 三菱重工業 4両 東洋レーヨン（コタキ3916 - コタキ3919）
- 昭和31年度 - 2両
  - 三菱重工業 2両 東洋レーヨン（コタキ3920 - コタキ3921）
- 昭和34年度 - 7両
  - 三菱重工業 6両 東洋レーヨン（コタキ3922 - コタキ3927）
  - 富士重工業 1両 三井物産（コタキ3928）
- 昭和36年度 - 4両
  - 富士重工業 1両 三井物産（コタキ3929）
  - 富士重工業 2両 三井物産（コタキ3930 - コタキ3931）
  - 日本車輌製造 1両 日本石油輸送（コタキ3932）
- 昭和37年度 - 13両
  - 富士重工業 3両 三井物産（コタキ3933 - コタキ3935）
  - 富士重工業 3両 三井化学工業（コタキ3936 - コタキ3937）
  - 富士重工業 3両 本州化学工業（コタキ3938 - コタキ3940）
  - 富士重工業 1両 三井物産（コタキ3941）
  - 富士重工業 2両 三井物産（コタキ3942 - コタキ3943）
  - 富士重工業 1両 三井化学工業（コタキ3944）
- 昭和38年度 - 17両
  - 日本車輌製造 2両 三井化学工業（コタキ3945 - コタキ3946）
  - 富士重工業 2両 三井物産（コタキ3947 - コタキ3948）
  - 富士重工業 2両 三井物産（コタキ3949 - コタキ3950）
  - 若松車輌 1両 三井化学工業（コタキ3951）
  - 富士重工業 1両 三井化学工業（コタキ3952）
  - 日本車輌製造 2両 三井化学工業（コタキ3953 - コタキ3954）
  - 富士重工業 2両 三井物産（コタキ3955 - コタキ3956）
  - 日本車輌製造 1両 三井物産（コタキ3957）
  - 日本車輌製造 2両 三井物産（コタキ3958 - コタキ3959）
  - 富士重工業 1両 三井物産（コタキ3960）
  - 富士重工業 1両 三井物産（コタキ3961）
- 昭和44年度 - 13両
  - （富士重工業） 1両 三井物産（コタキ3962、タキ8557よりの改造車）
  - 富士重工業 2両 三井物産（コタキ3963 - コタキ3964）
  - 富士重工業 1両 三井物産（コタキ3965）